# Richard R. Hoover
Richard R. Hoover é um supervisor de efeitos visuais estadunidense. Foi indicado ao Oscar de melhores efeitos visuais na edição de 2018 por Blade Runner 2049, na edição de 2007 por Superman Returns e na edição de 1999 por Armageddon.